# جلجلة

تعديل مصدري - تعديل

جلجله هي إحدى قرى عزلة جعار بمديرية خنفر التابعة لمحافظة أبين، بلغ تعداد سكانها 184 نسمة حسب تعداد اليمن لعام 2004.